# Spravedlivý mezi národy (Polsko)

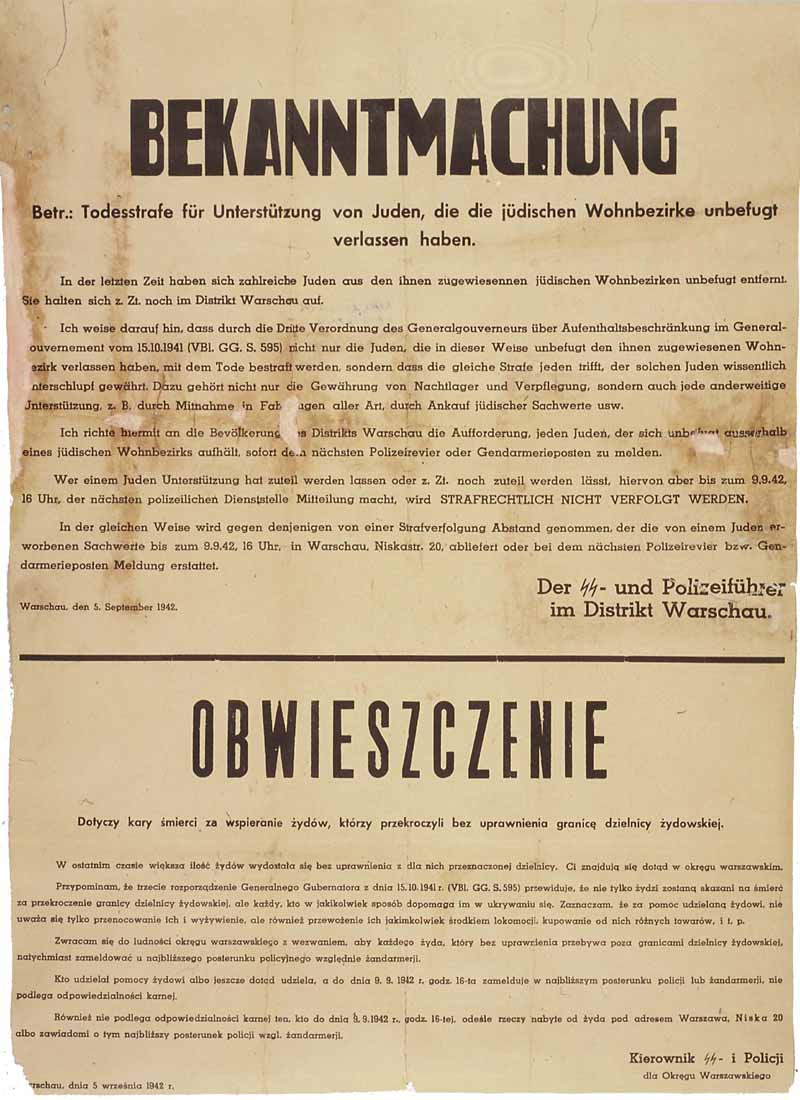
Oznámení velitele SS a policie ve Varšavském distriktu z 5. září 1942 o hrozbě trestu smrti hrozící za udělení jakékoliv pomoci Židům

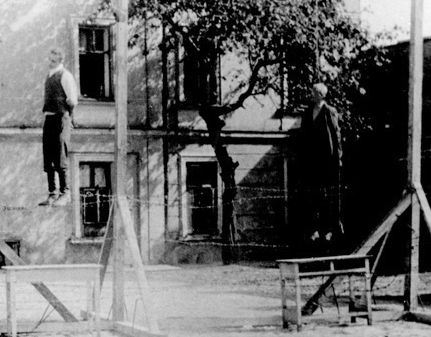
Veřejná poprava Michała Kruka a jiných Polaků v Přemyšli jako trest za pomoc Židům, 1943

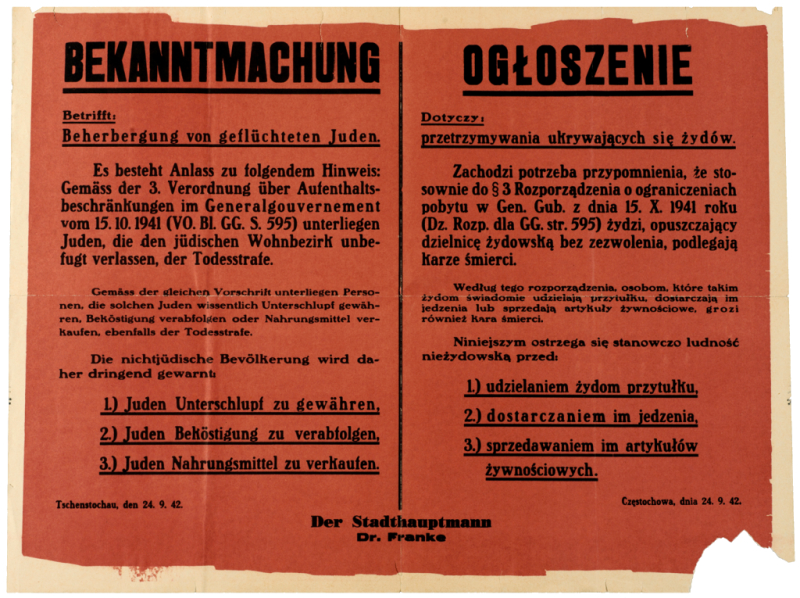
Oznámení úřadů Generálního gouvernementu ze září 1942, připomínající trest smrti za ukrývání Židů a poskytování obživy

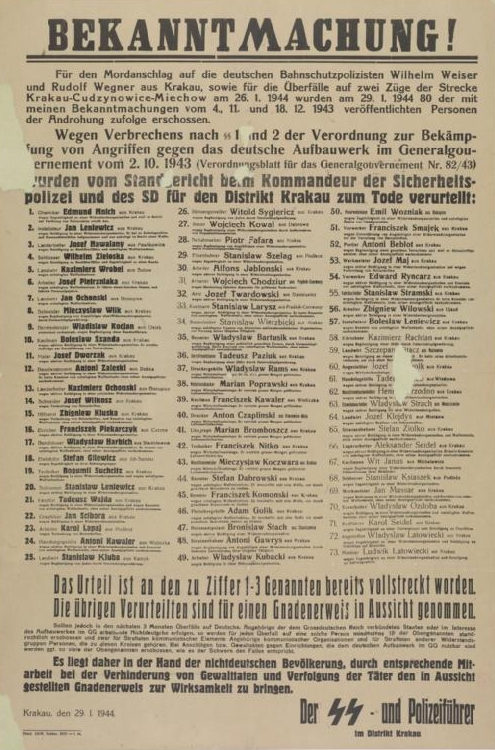
Oznámení velitelů SS a policie v Krakovském distriktu oznamující odsouzení k smrti 73 Poláků, z nichž čtyři byli odsouzeni za pomáhání Židům. 1944

Poláci jsou nejpočetnější skupinou lidí oceněnou izraelským nejvyšším civilním vyznamenáním pro ne-Židy, medailí Spravedlivý mezi národy, udělovaným Institutem paměti mučedníků a hrdinů holokaustu Jad Vašem.

## Polští Spravedliví mezi národy
„Panuje u nás pohled, že se antisemitismus značně vzmohl v průběhu války, že se Poláci těší z neštěstí, které potkalo Židy v městech a městečkách Polska a tak podobně. Opatrný čtenář našich materiálů ale najde stovky dokumentů svědčících o něčem naprosto opačném. V nejednom hlášení si přečte, jak srdečně se polský lid k židovským uprchlíkům choval. Dozvíte se o stovkách případů, kdy venkované po několik dlouhých měsíců ukrývali a dobře krmili židovské uprchlíky z okolních městeček.”. – „Zápisky z ghetta” Emanuel Ringelblum, Varšava 1943.
Vyznamenáním Spravedlivý mezi národy je do tohoto okamžiku vyznamenáno 6454 Poláků; tedy okolo 26% všech vyznamenaných. Poláci jsou na prvním místě vyznamenaných Izraelem, co se pomoci Židům za 2. světové války týče.
Část historiků odhaduje, že množství Poláků pomáhajících Židům je ještě mnohem větší. Historik Hans G. Furth odhaduje počet pomáhajících Poláků na více než jeden milion. Kanadský historik Gunnar S. Paulsson poznamenal, že je pravděpodobné, že medaili Spravedlivý mezi národy si zaslouží až sto tisíc Poláků, další stovky tisíc pomáhaly v menší míře a většina polské společnosti byla minimálně „pozitivně neutrální” (tedy nebyla aktivně zapojená do pomoci Židům, ale ani nekolaborovala s okupačními silami). Židům pomáhali jednotlivci, celé rodiny i vesnice, část odboje, ale i speciální organizace vytvořené pouze pro tento účel, jakými byla Żegota.

## Stav během okupace
Okupační podmínky byly pro ty, kteří Židům pomáhali, velice nepříznivé. Lidé odhodlaní jim pomáhat museli počítat s mnoha překážkami, represemi a dokonce ztrátou vlastního života nebo života své rodiny. V okupovaných územích ve Velkoněmecké říši nebo v Generálním gouvernementu hrozil za pomoc Židům trest smrti a to i pro všechny osoby nacházející se v bytě, ve kterém německá policie nalezla Židy. Tento trest je mnohem přísnější v porovnání s jinými okupovanými zeměmi.. Za pomoc bylo považováno nejen poskytnutí úkrytu, ale i jídla. Trestán byl i obchod s Židy. Nelegální bylo prodávání nebo kupování od nich jakýchkoliv výrobků a často i samotný kontakt s nimi, jelikož nacistická propaganda rozšiřovala informace, že Židé přenášejí tyfus[nepřesný odkaz].
Další hrozbou byla činnost takzvaných szmalcowníků, tedy osob, které výměnou za materiální zisk, nebo z ideologických pohnutek donášeli na Poláky, kteří buďto Židy ukrývali, nebo s nimi byli v kontaktu. Tato udání měla za následek represi okupačních úřadů jak proti Židům ukrývajícím se mimo ghetto, tak i proti jim pomáhajícím Polákům. Na 704 polských Spravedlivých bylo vyznamenaných posmrtně, protože byli pro své činy popraveni.. Historici odhadují, že na těchto základech byly popraveny tisíce Poláků.

## Charakteristika polských Spravedlivých mezi národy
Výzkumná pracovnice Ella Linde z institutu Jad vašem analizovala motivy, které vedly nežidovské obyvatelstvo k pomoci Židům za Druhé světové války na skupině 4119 Poláků oceněných medailí Spravedlivý mezi národy a rozdělila je na několik skupin. Největší skupina – celých 49% – se s ukrývanými Židy před válkou dlouhodobě přátelila. Na druhém místě, s 43%, byly spontánní humanitární motivy vycházející z nesouhlasu s nelidským zacházením s Židy nacisty. Mezi zbylé skupiny patří: politcko-ideologická 5,75%, náboženská 2,1% z toho 0,7% mniši. Ve skupině vyznamenaných se nalezli i antisemiti, pod názvem zachraňující antisemité, kterých bylo 0,17%. Tento výzkum byl publikován ve dvojdílné "Encyklopedii spravedlivých mezi národy" (anglicky: The Encykopedia of the Righteos Among the Nations) vydané v Jeruzalémě v roce 2004.
Skupina polských Spravedlivých je velice rozmanitá co se týče vzdělání, majetkového statusu, živnosti, světopohledu a politických preferencí. Značně Židům pomáhala Katolická církev. Kněží, mniši i jeptišky ukrývali Židy po klášterech a na farách. Byli také angažováni v poskytování humanitární pomoci a vystavování falešných křestních a rodných listů, jelikož dle konkordátu z roku 1925 plnili katolické farnosti funkce dnešních matrik. V rámci projektu „Księża dla Żydów” (česky: Kněz pro Židy) byl nashromážděn materiál vypovídající o šesti stovkách kněží zapojených do záchrany Židů v okupovaném Polsku. Historikové se rovněž shodují na tom, že Židé byli ukrýváni ve více než sedmdesáti různých polských klášterech. Za tuto aktivitu bylo vyznamenáno medailí spravedlivých mezi národy několik desítek kněží: Bruno Boguszewski, Stanisław Falkowski, Mikołaj Ferenc, Władysław Głowacki, Marceli Godlewski, Józef Gorajek, Antoni Kania, Michał Kubacki, Albin Małysiak, Stanisław Mazak, Aleksander Osiecki, Andrzej Osikowicz, Jan Patrzyk, Jan Pawlicki, Jan Poddębniak, Jan Raczkowski, Jan Sielewicz, Adam Skałbania, Franciszek Smorczewski, Witold Stolarczyk, Adam Sztark, Witold Szymczukiewicz, Ludwik Wolski, Ludwik Wrodarczyk, Mieczysław Zawadzki, Jan Zawrzycki, Ignacy Życzyński.
Vyznamenány byly i jeptišky z řádu Františkánek rodiny Mariiny, které spolupracovaly s Żegotou v zachraňování Židů a především dětí z ghetta. Díky rozhodnutí matky představené Matyldy Getter, která souhlasila s přijetím každého dítěte, které se k nim z ghetta dostalo, získalo okolo pěti set dětí úkryt v katolických sirotčincích.
Velkou skupinu vyznamenaných tvoří členové a spolupracovníci Żegoty, jediné organizace svého typu v okupované Evropě, která byla vytvořena za účelem pomáhání Židům přežít. Skupina byla tvořená nejen Židy, ale i členy katolických organizací jako Front Odrodzenia Polski reprezentované Zofií Kossak-Szczuckou, členy Polské socialistické strany a lidskoprávních aktivistů. Medaili získali také lídři a členové Żegoty jako byla vedoucí dětské sekce Żegoty – Irena Sendler, zakladatelé organizace – Zofia Kossak, Witold Bieńkowski, Ferdynand Arczyński, a mnoho jiných členů a dobrovolníků obstarávajících a nosících Židům jídlo v okupovaném Polsku.
Medailemi byli oceněni i lidé, kteří se na pomoci nepodíleli bezprostředně, nýbrž informováním Západní veřejnosti o holokaustu a organizováním pomoci. Nejznámější oceněnou osobou je kurýr polského odboje a autor takzvaných "Karského zpráv" – Jan Karski.
Velkou skupinou vyznamenaných tvoří i Poláci zavraždění nacisty pro ukrývání nebo pomoc Židům v průběhu okupace. Jsou to nejčastěji jedinci, ale byly i situace, ve kterých byla jako trest za ukrytí Židů spálena celá ves. Proti vískám, kde byli nalezeni Židé, Němci používali zásadu kolektivní zodpovědnosti, trestajíc i ty, kteří se jakékoli pomoci Židům neúčastnili a provinili se pouze možnou vědomostí o jejich ukrývání se. Často tedy pro odsouzení k smrti stačila pouhá přítomnost ve vsi v čase objevení Židů. Nejvíce známé vsi s takovýmto osudem jsou Ciepielów Stary a Rekówka.

## Vyznamenaní
| - Józef Adamowicz – umlácen k smrti strážníky v Krakovském ghettu za poskytování jídla doktoru Julianu Aleksandrowiczovi - Irena Adamowicz – kurýrka mezi několika polskými ghetty - Wincenty Antonowicz se ženou Jadwigou a dcerou Lucynou poskytoval jídlo a transport Židům - Ferdynand Arczyński – staral se o čtyři tisíce Židů skrývajících se mimo ghetto (pokladník Żegoty) - Wincenty Baranek se ženou Łucjou – zastřelení spolu s jimi ukrývanými Židy ve vsi Siedliska pod Miechowem - Władysław Bartoszewski – pomoc Židům, - Witold Bieńkowski – spoluzakladatel Żegoty, - Anna Borkowska – zachránila 17 mladých sionistů, ukrývajíc je v sirotčinci - Franciszek Banasiewicz se ženou Magdalenou a dětmi ukrýval 15 osob v bunkru v okolí Přemyšli - Szczepan Bradło – spolu s rodinou zachránil 16 osob po úkrytech - Władysława Choms – pomoc v útěcích a ukrývání Židů ze Lvovského ghetta - Zofia Czerwińska – zatčena Gestapem za ukrývání dvou Židů z ghetta a deportovaná do koncentračního tábora Auschwitz, kde zemřela. - Krystyna Dańko – ukrývala čtyřčlennou židovskou rodinu - Jan Dobraczyński – umisťoval židovské děti do katolických sirotčinců - Maria Fedecka – zachránila dvanáctičlennou rodinu ukrývajíc jí ve Vilně - Mieczysław Fogg – ukrýval ve svém bytě své židovské přátele a židovskou rodinu, - Andrzej Garbuliński – zavražděný spolu se synem za ukrývání rodiny Apfelbeinů - Antoni Gawryłkiewicz – zachránil tři židovské rodiny (celkem 16 osob) - Matylda Getter – řeholnice, která ukrývala 550 židovských dětí z getta warszawskiego v katolických sirotčincích - Marceli Godlewski – katolický kněz, který ukrýval okolo sta Židů a falšoval pro ně křestní listy - Julian Grobelny se ženou Halinou zachránil velkou skupinu židovských dětí (vedoucí Żegoty) - Irena Gut – zachránila 16 Židů - Antoni Imiołek spolu se ženou Czesławou ukrývali přes celou válku dva Židy, - Henryk Iwański, dodávání zbraní a vojenské podpory při povstání ve Varšavském ghettu - Jarosław Iwaszkiewicz spolu se ženou Annou – ukrývali Židy na svém statku v Podkowie Leśnej, - Stefan Jagodziński- zachránila tříčlennou rodinu dr. Tenenwurzela, - Stanisław Jasiński a dcera Emilia Słodkowska – ukrývala Židy prchající v době masakrů Poláků na Volyni, - Jerzy Latoszyński spolu se ženou Eugenií adoptovali židovské dítě Artura Citryna - Aleksander Kamiński – pomoc v organizaci židovského odboje v ghettu - Maria Kann – spolupracovnice Żegoty, podávala do zahraničí informace o holokaustu, - Jan Karski – publikoval první oficiální zprávy o holokaustu - Loda Komarnicka – obstarávání padělaných dokumentů, jídla a informací Židům z ghetta - Zofia Kossak-Szczucka – pomoc stovkám Židů, především dětem (spoluzakladatelka Żegoty) - Maria Kotarba – nazývaná Andělem z Auschwitz dodávala jídlo a léky Židovkám v táboře | - Adam Kowalski spolu se ženou Bronisławou a pěti dětmi zavražděni pro ukrývání Židů v Ciepielowě - Władysław Kowalski – ukrýval 50 Židů v okolí Varšavy - Stefan Korboński – podával informace Londýnské exilové vládě a BBC o vyhlazování Židů, - Wanda Krahelska – ukrývala vdovu po židovském historikovi Szymonu Aszkenazym - Jerzy Krępeć se ženou Irenou – zachránili více než 30 Židů ve svých nemovitostech nedaleko Płocku - Zygmunt Kuriata i s rodičemi – popraveni za ukrývání dvou židovských dětí ve Woronówka - Jerzy Lerski – podával politické zprávy o vyhlazování Židů Němci - Eryk Lipiński – připravoval ukrývajícím se Židům falešné dokumenty - Czesław Miłosz spolu s bratrem Andrzejem ukrývali Židy v době války - Igor Newerly – zachránil památník Janusze Korczaka, ukrýval židovské novináře z ghetta - Wacław Nowiński se ženou Janinou a synem Wacławem – policista, člen granátové policie, pomoc v ukrývání Židů - Tadeusz Pankiewicz – vedl jedinou lékárnu v Krakovském ghettu a rozdával zadarmo léky - Alfreda i Bolesław Pietraszek – zachránili 18 osob z několika židovských rodin - „Siostry Podgórskie“, Helena a Stefania Burzminska přes dva a půl roku ukrývaly 13 Židů v Přemyśli - Jan Puchalski spolu se ženou Annou přes 17 měsíců ukrýval 6 Židů v Łosośné - Franciszek Raszeja – zatknut Gestapem během operace Žida z ghetta a zavražděn spolu s pacientem, jeho rodinou, židovskými lékaři a ošetřovatelkou - Konrad Rudnicki s matkou Marií – ukrývali rodinu Weintraubů - Jadwiga Sałek – zastřelená spolu s jedenácti Židovkami v bytě židovské rodiny, - Bolesław Szczygieł spolu se ženou Irenou a dětmi přes 8 měsíců ukrývali Ruth Gruenerovou před Gestapem ve Lvově - Irena Sendler – zachránila přes dva a půl tisíce židovských dětí z Varšavského ghetta - Henryk Sławik – pomohl zachránit okolo pěti tisíc polských Židů v Budapešti tím, že pro ně padělal árijské pasy - Leopold Socha – oceněn spolu se ženou Magdalenou za ukrývání deseti Židů ve Lvovských kanálech - Barbara a Jerzy Szacki – ukrývání Židů - Józef Tkaczyk se ženou Zofiou a dcerou Genowefou ukrývali rodinu Kurců - Józef Ulma spolu se ženou Wiktorií a šesti dětmi ukrýval v Markowé 8 Židů, za což byli všichni postříleni německou policií - Rudolf Weigl – lékařská pomoc a ukrývání Židů - Henryk Woliński – ukrýval ve svém bytě 25 Židů a dalším 238 pomohl, krom toho pracoval pro Zemskou armádu na Úřadě informací a propagandy - Paweł Zenon Woś spolu s rodiči Pawłem a Annou – propašoval 12 Židů z Varšavského ghetta - Jerzy Zagórski se ženou Marií – ukrýval 18 Židů ve svém domě až do Varšavského povstání, - Jan Żabiński se ženou Antoninou – ukrýval stovky Židů ve Varšavské Zoo |

## Polští Spravedliví – Navrácení paměti

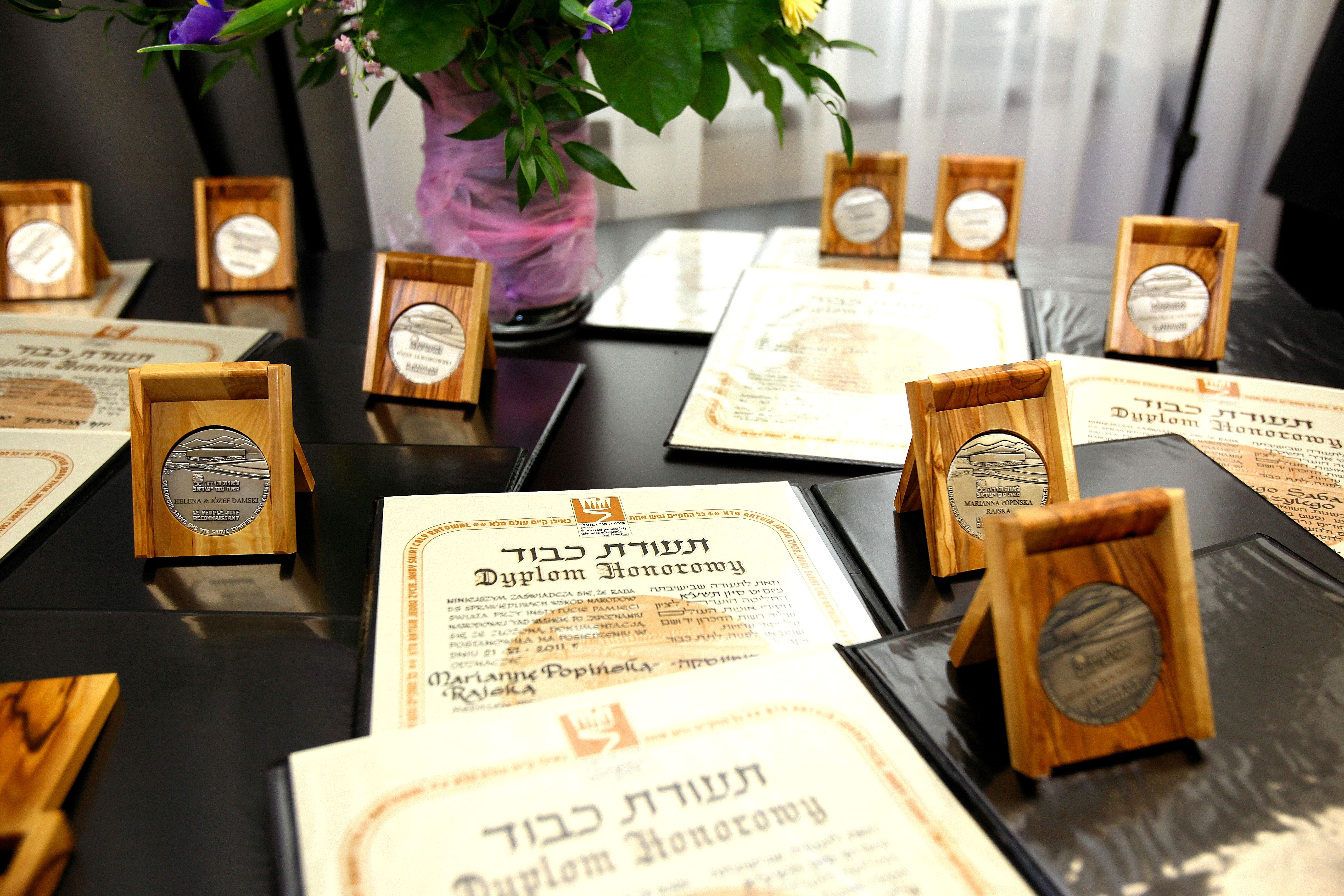
Medaile a čestné diplomy posmrtně udělené skupině polských Spravedlivých v roce 2012

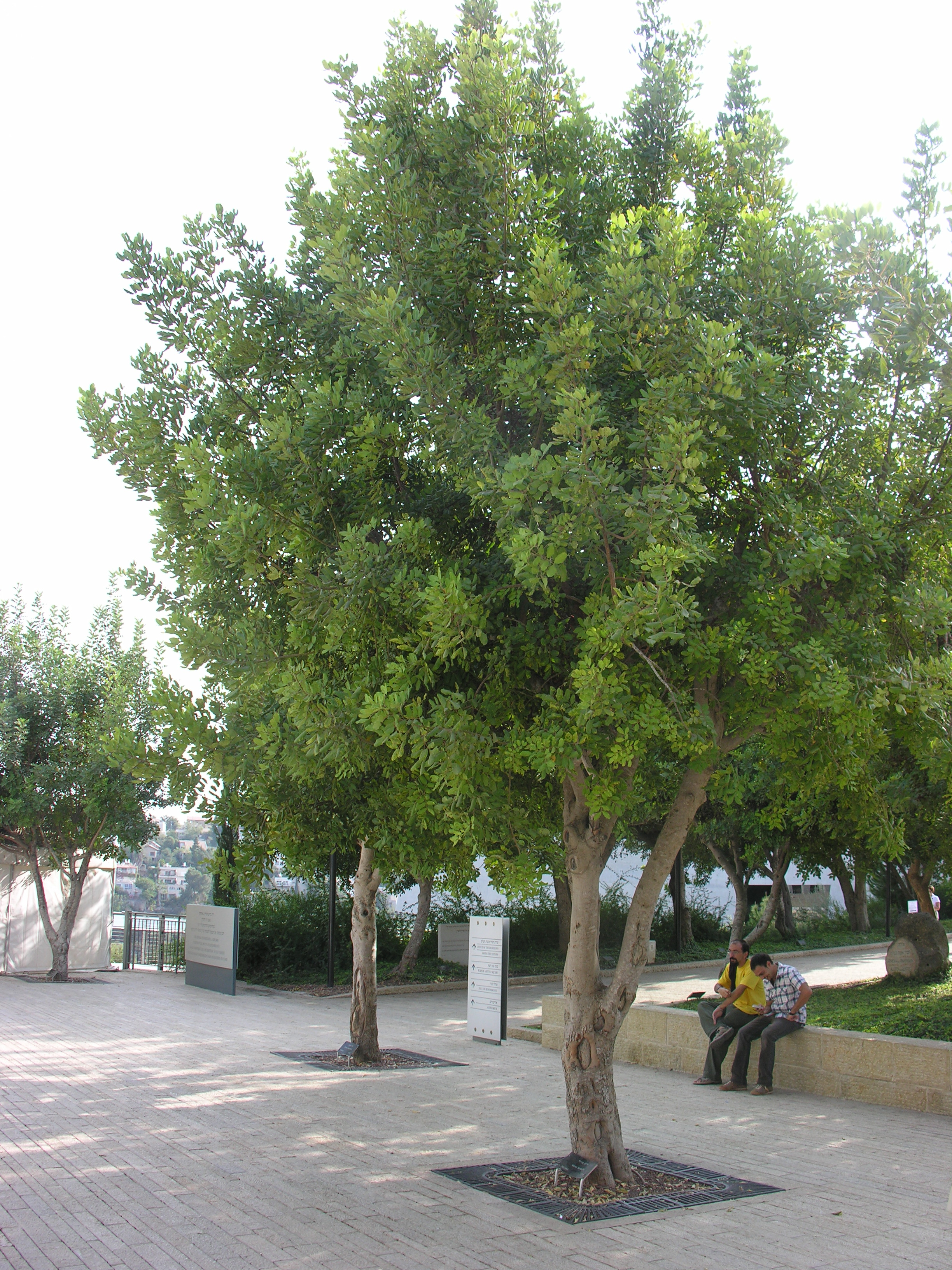
Strom Ireny Sendler v Jad Vašem

Ambasáda Izraele v Polsku ročně organizuje několik slavnostních udělení medailí polským Spravedlivým. Skoro všichni jsou vyznamenáváni posmrtně. Krom toho se ale také mimo rámec tohoto ocenění zabývá díky projektu Polští Spravedliví – Navrácení paměti vzpomínkou na Poláky, kteří Židy zachraňovali. Tento projekt je realizován pod záštitou Muzea historie polských Židů.
Projekt samotný má počátky v roce 2007 ve Sdružení židovského historického ústavu v Polsku a to přímo z iniciativy Ewy Junczyk-Ziomecké a Ewy Wierzyńské (tehdy zástupkyň ředitele Muzea historie polských Židů.) Patronem projektu se stal tehdejší prezident, Lech Kaczyński.

### Cíle
Hlavní ideou projektu je připomínání lidí, kteří riskovali vlastní život, aby zachránili Židy před jistou smrtí. Cílem projektu je tedy popularizování zachránců a to jak těch, kteří vyznamenání dostali, tak i těch, kteří jej neobdrželi. Příběhy pomoci jsou prezentovány na dvoujazyčném portálu Polscy Sprawiedliwi.

### Činnost
Projekt se zabývá hlavně dokumentací polské pomoci Židům a prezentací této pomoci v rámci edukačních činností. Výzkum je prováděn jak v Polsku, tak i v Izraeli. Intenzivní vědecké úsilí probíhalo hlavně v letech 2007-2010. Rozhovory se svědky pomoci, zachraňujícími i zachraňovanými prováděli zkušení výzkumníci. Pro výzkumné účely byly použity i relace dostupné v archivu Židovského historického institutu Emanuela Ringelbluma ve Varšavě a archivu Institutu Jad vašem v Jeruzalémě.
V letech 2007, 2008 a 2009 byly ve spolupráci s kanceláří polského prezidenta publikovány tři alba prezentující příběhy několika Spravedlivých.
Archiv projektu „Polscy Sprawiedliwi – Przywracanie pamięci” je systematicky obohacován relacemi uživatelů projektového portálu, většinou rodinami Spravedlivých. Průběžně shromažďovaná dokumentace příběhů záchran je zpracovávána a na tomtéž portálu i publikována.
Základy strany tvoří kolekce, která zahrnuje přes 600 zpracovaných příběhů. Texty jsou doplněné o obrázky a fotky, dokumenty, fragmenty rozhovorů a útržky videorozhovorů. Portál krom toho shromažďuje i jiné informace, které se týkají Spravedlivých a odkazy k dalším zdrojům: knihám, filmům, rádiovým rozhovorům a novinovým článkům. Lidé, kteří by měli zájem podělit se svým příběhem z války nebo hledající svědky událostí mohou publikovat svůj text v sekci Tvůj příběh. Na stránce je i nabídka vzdělávacích programů spolu se zpřístupněnými materiály pro učitele.
Strana je propojená s portálem Wirtualny Sztetl a stránkami jako je Facebook a Twitter. Na YouTube je krom toho možné nalézt videa spojená s projektem.
V rámci projektu jsou neustále vytvářeny různé vzdělávací projekty cílené na mládež. Organizovány jsou i školení pro učitele.
Problematika Spravedlivých je popularizovaná i díky jeho zapojení na vědeckých konferencích. nebo ve spojení s patronátem polských úřadů..

## Památka
- V roce 2002 vznikl dokumentární film v režii W. Lindwera "Kurierzy, których nikt nie słuchał" o misi Jana Karského a jiných Polácích usilujících o získání pozornosti Západu ohledně holokaustu v okupovaném Polsku.[43]
- V roce 2002 byl natočen dokumentární film "Lista Sendlerowej" v režii M. Dudziewicz spojující jak dokumentární obrázky a fotky, tak i divadelní inscenace na téma Ireny Sendler.[43]
- V roce 2003 byla natočena filmová reportáž "Mój tata Henryk Sławik", ve které Krystyna Kutermak, dcera Henryka Sławika vzpomíná o skutcích svého otce. O rok později i dokumentární film "Henryk Sławik - polski Wallenberg" v režii M. Maldis zasvěcený Henryku Sławikovi.[43]
- V roce 2004 vznikl dokumentární film v režii A. Baczyńskiego "Cena życia" o zavraždění rodiny Ulmů z Markové pro ukrývání Židů.[43]
- V roce 2004 vznikl film "Łyżeczka życia" pojednávající o příběhu Elżbiety Ficowské, vyvezené z Varšavského ghetta dětskou odnoží Żegoty.[43]
- V roce 2008 byl natočen polský dokumentární film „Polscy Sprawiedliwi" v režii Julii Popławské,
- V roce 2009 vznikl americký celovečerní film Dzieci Ireny Sendlerowej v režii Johna Kenta Harrisona, vyprávějící životní příběh Ireny Sendler.
- V roce 2009 byl natočen polský válečný seriál zasvěcený Spravedlivým pod stejnojmenným názvem "Sprawiedliwi". Byl produkován studiem Akson v režii Waldemara Krzystka
- V roce 2011 bylo natočeno polsko-německo-kanadské válečné drama W Ciemności v režii Agnieszky Holland, který představuje Leopolda Sochu.